# ثامر العلي
ثامر وهيب العلي (مواليد 11 أكتوبر 1998) هو لاعب كرة قدم سعودي يلعب حالياً في النادي الأهلي معار من نادي الوحدة.

## مسيرة اللاعب
لعب في نادي الهلال في الفئات السنية و لعب بعدها مع نادي النهضة ونادي المجزل ونادي الوحدة والنادي الأهلي.

## الحياة الشخصية
هو شقيق اللاعب فهد العلي.

## روابط خارجية
- ثامر العلي على موقع Soccerway.com (الإنجليزية)